# Europäische Rundfunkunion
Die Europäische Rundfunkunion (englisch European Broadcasting Union, EBU; französisch Union Européenne de Radio-Télévision, UER) ist ein Zusammenschluss von derzeit 68 Rundfunkanstalten in 56 Staaten Europas, Nordafrikas und Vorderasiens mit Sitz in Genf (Stand: September 2023). Hinzu kommen etwa halb so viele assoziierte Sender aus der ganzen Welt (30 aus 19 Staaten).
Im Oktober 2020 wurde Delphine Ernotte – Präsidentin von France-Télévisions – als erste Frau zur Präsidentin der EBU gewählt. Generaldirektor ist seit September 2017 der Ire Noel Curran.
Die EBU ist Mitglied der World Broadcasting Unions.

## Geschichte

Ehemaliges Logo der EBU (bis 2012)

Vorgänger der EBU war der Weltrundfunkverein (Internationale Rundfunkunion; englisch: International Broadcasting Union, IBU; französisch: Union Internationale de Radiophonie, UIR) mit Sitz in Genf und technischem Büro in Brüssel (1925–50).
Die Europäische Rundfunkunion wurde am 12. Februar 1950 auf einer Konferenz im britischen Torquay mit dem Ziel gegründet, ein Netzwerk zum Austausch von Nachrichtenfilmen aufzubauen. Des Weiteren soll die EBU technische Entwicklungen im Radio- und Fernsehbereich vorantreiben und standardisieren. Gründungsmitglieder waren 23 Rundfunkanstalten aus Europa und dem Mittelmeerraum.
Im Jahre 1953 übertrug die EBU als erste internationale Livesendung überhaupt die Krönung von Königin Elisabeth II. Die erste „offizielle“ Eurovisionssendung war die Übertragung des Narzissenfestivals am 6. Juni 1954 aus Montreux. 1956 fand die Ausstrahlung des ersten Eurovision Song Contest statt.
Nach der Auflösung der Organisation Internationale de Radiodiffusion et de Télévision (OIRT) im Jahr 1992 schlossen sich deren frühere Mitglieder der EBU an.
Im November 2011 kündigte Andorra seine Mitgliedschaft wegen finanzieller Schwierigkeiten. Allerdings wurde die Kündigung nicht umgesetzt, weshalb Andorra immer noch ein Mitglied ist.
Am 31. Mai 2021 teilte die EBU den Vorstandsbeschluss mit, die Mitgliedschaft der belarussischen Rundfunkanstalt Belaruskaja Tele-Radio Campanija (BTRC) zu suspendieren. Sie begründete die Entscheidung damit, dass die Rundfunkanstalt Interviews gesendet habe, die offenbar unter Druck zu Stande gekommen seien. Im Zusammenhang mit den Protesten in Belarus ab 2020 hatte die Europäische Rundfunkunion bereits zuvor den Schutz von Journalisten in dem Staat gefordert. Am 30. Juni 2021 schloss die EBU die Belaruskaja Tele-Radio Campanija vollständig aus der Organisation aus.
Am 25. Februar 2022 wurde Russland wegen des Überfalls auf die Ukraine vom Eurovision Song Contest 2022 ausgeschlossen. Daraufhin erklärten die russischen Sender Perwy kanal, WGTRK und das Radiozentrum Ostankino den Austritt aus der EBU.

## Projekte

### Hörfunk
1991 wurde das Hörspiel „Das Treffen in Valladolid“ des britischen Schriftstellers Anthony Burgess (A Clockwork Orange, dt. Uhrwerk Orange) als Auftragsarbeit der EBU von allen ihren Mitgliedsländern in ihrer jeweiligen Sprache produziert und zeitgleich mit allen Sendeanstalten der ARD urgesendet.

### Fernsehen
Mehrere Fernsehsender der EBU betreiben gemeinsam den weltweit sendenden Nachrichtenkanal Euronews.
Eine der bekanntesten Produktionen der EBU ist der jährlich stattfindende Eurovision Song Contest, welcher jeweils von der Sendeanstalt des Staates produziert wird, die den Vorjahresgewinner gestellt hat.
Von 1965 bis 1999 wurde von der EBU die Spielshow Spiel ohne Grenzen ausgestrahlt. Darüber hinaus produzierte sie in Eigenregie den Wettbewerb Eurovision Young Dancers, aber weiterhin verschiedene Kinderprogramme und Dokumentarfilme.
Zusätzlich betreibt die EBU einen Satellitenkanal, über den die Mitglieder-Sender sich gegenseitig eigenes (Video-)Material zur Verfügung stellen.

### Erkennungsmelodien
Die EBU verwendet verschiedene Erkennungsmelodien zur Kennzeichnung ihrer Sendungen. Die bekanntesten sind die Eurovisions-Fanfare mit einem Motiv aus dem Präludium zum Te Deum des französischen Komponisten Marc-Antoine Charpentier und die Euroradio-Fanfare nach einem Motiv aus der Ouvertüre zur Oper L’Orfeo von Claudio Monteverdi.

### Technische Entwicklungen
Zur Übertragung von Audiodateien in die einzelnen Mitgliedsländer wird das FLAC-Format verwendet. Außerdem beteiligt sich die Organisation aktiv an der Forschung und Entwicklung von neuen Standards wie DAB, DVB und HDTV und konzipierte u. a. das Radio Data System (RDS).

## Mitglieder

Mitglieder der EBU in Europa
Staaten mit aktivem EBU-Vollmitglied
Staaten mit suspendiertem EBU-Vollmitglied
Staaten mit assoziiertem EBU-Mitglied
Staaten mit ehemaligem assoziierten EBU-Mitglied

Erweiterung der EBU seit 1950

Die EBU hat 68 Vollmitglieder aus 56 Staaten, die innerhalb der von der Internationalen Fernmeldeunion (ITU) definierten Europäischen Rundfunkzone liegen. Diese geht über Europa hinaus und umfasst Nordafrika und Vorderasien. Die Vollmitglieder sind öffentlich-rechtliche Rundfunkanstalten oder private Anstalten mit einem öffentlichen Informationsauftrag.
Hinzu kommen 30 assoziierte Mitglieder aus 20 weiteren ITU-Mitgliedsstaaten außerhalb der Europäischen Rundfunkzone. Die assoziierten Mitglieder haben keinen Zugang zur Eurovision.
In Deutschland gehören der EBU die öffentlich-rechtlichen Rundfunkanstalten ARD und ZDF an; Österreich ist mit dem ORF, die Schweiz mit der SRG und Südtirol mit Rai Südtirol vertreten.
Im Dezember 2024 wurde der deutsch-französische Sender Arte als Vollmitglied in die EBU aufgenommen.

### Vollmitglieder

#### Aktiv
| Staat                                      | Rundfunkanstalt | Abk.          | Beitritt |
| ------------------------------------------ | --- | ------------- | -------- |
| Ägypten                                    | National Media Authority | NMA           | 1985     |
| Albanien                                   | Radio Televizioni Shqiptar | RTSH          | 1999     |
| Algerien                                   | Entreprise nationale de radiodiffusion sonore Établissement public de télévision Télédiffusion d’Algérie | EPRS EPTV TDA | 1970     |
| Andorra                                    | Ràdio i Televisió d’Andorra | RTVA          | 1999     |
| Armenien                                   | Public Television and Radio Armenia: - Public Radio of Armenia (ARMR) - Public Television Company of Armenia (ARMTV) | AMPTV         | 2005     |
| Aserbaidschan                              | İctimai Televiziya və Radio Yayımları Şirkəti | İTV           | 2007     |
| Belgien                                    | Radio-télévision belge de la Communauté française Vlaamse Radio- en Televisieomroep | RTBF VRT      | 1950     |
| Bosnien und Herzegowina                    | Bosanskohercegovačka radiotelevizija | BHRT          | 1993     |
| Bulgarien                                  | Balgarsko Nationalno Radio | BNR           | 1993     |
| Bulgarien                                  | Balgarska Nationalna Televizija | BNT           | 1993     |
| Dänemark                                   | Danmarks Radio | DR            | 1950     |
| Dänemark                                   | TV2 Danmark | DK/TV2        | 1989     |
| Deutschland                                | Arbeitsgemeinschaft der öffentlich-rechtlichen Rundfunkanstalten der Bundesrepublik Deutschland: - Bayerischer Rundfunk (BR) - Hessischer Rundfunk (HR) - Mitteldeutscher Rundfunk (MDR) - Norddeutscher Rundfunk (NDR) - Radio Bremen - Rundfunk Berlin-Brandenburg (RBB) - Saarländischer Rundfunk (SR) - Südwestrundfunk (SWR) - Westdeutscher Rundfunk (WDR) - Deutsche Welle (DW) - Deutschlandradio | ARD           | 1952     |
| Deutschland                                | Zweites Deutsches Fernsehen | ZDF           | 1963     |
| Estland                                    | Eesti Rahvusringhääling | ERR           | 1993     |
| Finnland                                   | Yleisradio | YLE           | 1950     |
| Frankreich                                 | Groupement des radiodiffuseurs français de l'UER: - France Médias Monde - France Télévisions - Radio France | GRF           | 1950     |
| Frankreich/Deutschland                     | Arte | ARTE          | 2025     |
| Georgien                                   | Georgian Public Broadcaster | GPB           | 2005     |
| Griechenland                               | Elliniki Radiofonia Tileorasi | ERT           | 2015     |
| Irland                                     | Radio Telefís Éireann | RTÉ           | 1950     |
| Irland                                     | TG4 | TG4           | 2007     |
| Island                                     | Ríkisútvarpið | RÚV           | 1956     |
| Israel                                     | Israeli Public Broadcasting Corporation | IPBC          | 2018     |
| Italien                                    | Radiotelevisione Italiana | RAI           | 1950     |
| Jordanien                                  | Jordan Radio and Television Corporation | JRTV          | 1970     |
| Kroatien                                   | Hrvatska Radiotelevizija | HRT           | 1993     |
| Lettland                                   | Latvijas Sabiedriskais medijs | LSM           | 1993     |
| Libanon                                    | Télé Liban | TL            | 1980     |
| Litauen                                    | Lietuvos nacionalinis radijas ir televizija | LRT           | 1993     |
| Luxemburg                                  | RTL Group | RTL           | 1950     |
| Luxemburg                                  | Média de service public 100,7 | MSP           | 1997     |
| Malta                                      | Public Broadcasting Services | PBS           | 1970     |
| Marokko                                    | Société nationale de radiodiffusion et de télévision | SNRT          | 1950     |
| Moldau                                     | Teleradio-Moldova | TRM           | 1993     |
| Monaco                                     | Groupement de Radiodiffusion monégasque: - Monaco Media Diffusion (MMD) - TVMonaco | GRMC          | 1950     |
| Montenegro                                 | Radio i Televizija Crne Gore | RTCG          | 2006     |
| Niederlande                                | Nederlandse Publieke Omroep: - AVROTROS & PowNed - BNNVARA - Evangelische Omroep (EO) - KRO-NCRV - Nederlandse Omroep Stichting (NOS) - NTR - Omroep MAX & WNL - Omroep ZWART - Ongehoord Nederland - VPRO & HUMAN | NPO           | 1950     |
| Nordmazedonien                             | Makedonska Radio-Televizija | MKRTV         | 1993     |
| Norwegen                                   | Norsk rikskringkasting | NRK           | 1950     |
| Norwegen                                   | TV 2 | NO/TV2        | 1993     |
| Österreich                                 | Österreichischer Rundfunk | ORF           | 1953     |
| Polen                                      | Polskie Radio i Telewizja: - Polskie Radio (PR) - Telewizja Polska (TVP) | PRT           | 1993     |
| Portugal                                   | Rádio e Televisão de Portugal | RTP           | 1950     |
| Rumänien                                   | Societatea Română de Radiodifuziune | ROR           | 1993     |
| Rumänien                                   | Televiziunea Română | TVR           | 1993     |
| San Marino                                 | San Marino RTV | SMRTV         | 1995     |
| Schweden                                   | Sveriges Television och Radio Grupp: - Sveriges Television (SVT) - Sveriges Radio (SR) - Utbildningsradion (UR) | STR           | 1950     |
| Schweiz                                    | Schweizerische Radio- und Fernsehgesellschaft | SRG           | 1950     |
| Serbien                                    | Radio-Televizija Srbije | RTS           | 2006     |
| Slowakei                                   | Slovenská televízia a rozhlas | STVR          | 1993     |
| Slowenien                                  | Radiotelevizija Slovenija | RTVSLO        | 1993     |
| Spanien                                    | Radiotelevisión Española | RTVE          | 1955     |
| Tschechien                                 | Český rozhlas | ČRo           | 1994     |
| Tschechien                                 | Česká televize | ČT            | 1994     |
| Tunesien                                   | Radio tunisienne et Télévision tunisienne: - Radio Tunisienne (RT) - Télévision Tunisienne (TT) | RTTT          | 1950     |
| Türkei                                     | Türkiye Radyo ve Televizyon Kurumu | TRT           | 1950     |
| Ukraine                                    | Suspilne Ukraine | UA:PBC        | 1993     |
| Ungarn                                     | Hungarian Media Group: - Duna Média - Médiaszolgáltatás-támogató és Vagyonkezelő Alap | HMG           | 2014     |
| Vatikanstadt                               | Radio Vatikan | RV            | 1950     |
| Vereinigtes Königreich                     | British Broadcasting Corporation | BBC           | 1950     |
| Vereinigtes Königreich                     | United Kingdom Independent Broadcasting: - ITV plc - Sianel 4 Cymru (S4C) | UKIB          | 1960     |
| Zypern                                     | Cyprus Broadcasting Corporation | CyBC          | 1969     |
| Staat liegt in Afrika Staat liegt in Asien | |               |          |

#### Suspendiert
Der belarussische Rundfunk BTRC wurde 2021 aufgrund der Instrumentalisierung des Senders durch die Regierung infolge der Proteste im Land vom EBU-Vorstand suspendiert. Die russischen EBU-Mitglieder wurden 2022 als Reaktion auf den Überfall auf die Ukraine suspendiert.
| Staat    | Rundfunkanstalt                                              | Abk. | Beitritt | Suspendierung |
| -------- | ------------------------------------------------------------ | ---- | -------- | ------------- |
| Belarus  | Belteleradyjokampanija                                       | BTRC | 1993     | 2021          |
| Russland | Perwy kanal                                                  | C1R  | 1996     | 2022          |
| Russland | Rossijskoje Teleradio                                        | RTR  | 1993     | 2022          |
| Russland | Radio Dom Ostankino: - Radio Majak (RM) - Radio Orpheus (RO) | RDO  | 1996     | 2022          |

### Assoziierte Mitglieder
| Staat              | Rundfunkanstalt                                          | Abk.   | Beitritt |
| ------------------ | -------------------------------------------------------- | ------ | -------- |
| Australien         | Australian Broadcasting Corporation                      | ABC    | 1950     |
| Australien         | Special Broadcasting Service                             | SBS    | 1979     |
| Bangladesch        | Bangladesh Television                                    | BTV    | 1974     |
| Brasilien          | Rádio Cultura                                            | RC     | 2012     |
| Kanada             | Canadian Broadcasting Corporation                        | CBC    | 1950     |
| Chile              | Canal 13                                                 | UCTV   | 1971     |
| China              | China Media Group                                        | CMG    | 2010     |
| China              | Shanghai Media Group                                     | SMG    | 2016     |
| Kuba               | Instituto Cubano de Radio y Televisión                   | ICRT   | 1992     |
| Georgien           | Rustawi 2                                                | RB     | 2003     |
| Georgien           | Teleimedi                                                | TEME   | 2004     |
| Hongkong           | Radio Television Hong Kong                               | RTHK   | 1983     |
| Iran               | Islamic Republic of Iran Broadcasting                    | IRIB   | 1969     |
| Japan              | Nippon Hoso Kyokai                                       | NHK    | 1951     |
| Japan              | TBS Television                                           | TBS    | 2000     |
| Kasachstan         | Khabar                                                   | KA     | 2016     |
| Malaysia           | Radio Televisyen Malaysia                                | RTM    | 1970     |
| Mauritius          | Mauritius Broadcasting Corporation                       | MBC    | 1980     |
| Nepal              | Association of Community Radio Broadcasters              | ACORAB | 2023     |
| Neuseeland         | Radio New Zealand                                        | RNZ    | 1950     |
| Neuseeland         | Television New Zealand                                   | TVNZ   | 1950     |
| Oman               | Public Authority for Radio and TV                        | PART   | 1976     |
| Südkorea           | Korean Broadcasting System                               | KBS    | 1974     |
| Syrien             | Organisation de la Radio et la Télévision Arabe Syrienne | ORTAS  | 1978     |
| Vereinigte Staaten | American Public Media                                    | APM    | 2004     |
| Vereinigte Staaten | American Broadcasting Company                            | ABC    | 1959     |
| Vereinigte Staaten | CBS Corporation                                          | CBS    | 1956     |
| Vereinigte Staaten | National Public Radio                                    | NPR    | 1971     |
| Vereinigte Staaten | National Broadcasting Company                            | NBC    | 1953     |
| Vereinigte Staaten | WFMT Radio Network                                       | WFMT   | 1980     |

### Zugelassene Teilnehmer
| Staat          | Rundfunkanstalt                    | Abk.     |
| -------------- | ---------------------------------- | -------- |
| Frankreich     | Euronews                           | euronews |
| Frankreich     | Institut national de l’audiovisuel | INA      |
| Frankreich     | TV5 Monde                          | TV5      |
| Nordmazedonien | JP Makedonska Radiodifuzija        |          |
| Serbien        | Radio Televizija Vojvodine         | RTV      |
| Spanien        | Catalunya Música                   |          |